# Nymphula catalalis
Nymphula catalalis là một loài bướm đêm trong họ Crambidae.